# Nueva Izquierda Democrática
Nueva Izquierda Democrática (NID) fue un partido político chileno, existente durante 1963, que nació como una facción del Partido Democrático Nacional (PADENA).
Su emblema era un fondo azul con una estrella blanca, un yunque rojo y un par de espigas doradas.

## Historia
En 1963, el PADENA estaba apoyando la candidatura de Salvador Allende para la elección presidencial del año siguiente, y pertenecía a la combinación política denominada Frente de Acción Popular (FRAP). Un grupo apreciable de sus militantes se manifestó disconforme con el apoyo a la candidatura de Allende y con la permanencia del partido en el FRAP, por considerar que existía una excesiva preponderancia de los partidos Socialista y Comunista.
El 17 de agosto de 1963 se constituyó la Nueva Izquierda Democrática, cuya primera mesa directiva estuvo compuesta por Rafael de la Presa como presidente; Javier Lira Molina, Luis Pareto y Jorge Lavandero, como vicepresidentes; Ricardo Dávila como secretario general; y Rubén Hurtado como tesorero. Entre sus nuevos miembros estaba, demás de los ya mencionados de la Presa, Lavandero, Pareto y Hurtado, el también diputado José Foncea. En su Voto político, el nuevo partido acusó al PADENA de «frustr[ar] sistemáticamente todo intento conducente a lograr la unidad popular y darle al FRAP un sentido eminentemente nacional».

La NUEVA IZQUIERDA DEMOCRÁTICA es un movimiento que procura, dentro de la Libertad y la Democracia, realizar en Chile una revolución institucional e ideológica como resultado de la cual, sin odios ni injusticias pero con implacable decisión, llegue el Pueblo a conquistar el Orden Social auténtico a que tiene derecho.
Declaración de principios de la Nueva Izquierda Democrática, 1963.

En lo que respecta a la elección presidencial de 1964, la NID adhirió a la candidatura del entonces senador Eduardo Frei Montalva, del Partido Demócrata Cristiano. Rafael de la Presa, presidente de la colectividad, manifestó que era la mejor alternativa ante la izquierda tradicional —representada por el FRAP— y a la derecha, ya que «ofrece grandes y tremendos avances, dentro de la libertad, sin paredón y sin el atropello, ni la violencia a individuos, ideas o tradiciones».
El partido tuvo corta existencia y no alcanzó a constituirse legalmente en el Registro Electoral, pues sus parlamentarios y una parte de sus militantes ingresaron al partido Democracia Agrario Laborista, fundado el 20 de diciembre de 1963. Otro grupo de integrantes de la NID se integró en el Partido Demócrata Cristiano el 23 de abril de 1964.